# Robert Rogalski (1920–2020)
Robert Rogalski (ur. 15 grudnia 1920 w Siedlcach, zm. 4 lipca 2020 w Niwiskach) – polski aktor teatralny i filmowy.

## Życiorys
Syn podoficera zawodowego Wojska Polskiego. Absolwent szkoły powszechnej i gimnazjum w Siedlcach. Naukę w Liceum Pedagogicznym w Leśnej Podlaskiej przerwała wojna. W czasie okupacji pracował jako pomocnik murarza niedaleko kolei w Siedlcach. Widział, jak na rampę kolejową wjeżdżały pociągi, jadące do Treblinki. W 1940 wstąpił do ZWZ/AK. 
W 1951 ukończył studia na PWST w Warszawie. Trzy lata wcześniej, 13 października 1948 miał miejsce jego debiut teatralny. Występował w teatrach:
- Teatr Wojska Polskiego w Łodzi (1948-49)
- Teatr Polski w Warszawie (1950, 1952-55)
- Teatr Ateneum w Warszawie (1951-52)
- Teatr Ziemi Opolskiej (1955-56)
- Teatr Ziemi Mazowieckiej (1956-77)
- Teatr Popularny w Warszawie (1979-83)
- Teatr Ochoty w Warszawie (1984-91)

Jest autorem książki „Siedlce – okupacja – teatr. Wspomnienia z lat 1920–2018” wydanej przez Miejsko-Gminny Ośrodek Kultury w Kosowie Lackim.
Jego żoną była aktorka i inspicjentka teatralna Barbara Rogalska (1929-2018). Zmarł 4 lipca 2020 w wieku 99 lat. W ostatnich latach życia był najstarszym aktywnym zawodowo polskim aktorem.
Pogrzeb Roberta Rogalskiego odbył się 10 lipca. Po mszy św. w kościele pw. Wniebowzięcia NMP w Niwiskach (w gminie Mokobody niedaleko Siedlec) został pochowany w grobie rodzinnym na miejscowym cmentarzu parafialnym.

## Filmografia
| Filmy fabularne        |                                             |                                     |                                           |
| Rok                    | Tytuł                                       | Rola                                | Reżyseria                                 |
| 1962                   | Na białym szlaku                            | Eskimos Kari                        |                                           |
| 1973                   | Hubal                                       | chłop                               | Bohdan Poręba                             |
| 1975                   | Moja wojna, moja miłość                     |                                     | Janusz Nasfeter                           |
| 1976                   | Mistrz zawsze traci                         | listonosz w Labriet                 | Grzegorz Lasota                           |
| 1977                   | Prawo Archimedesa                           | Gołomb                              | Mariusz Walter                            |
| 1978                   | Bilet powrotny                              | weselnik                            | Ewa Petelska Czesław Petelski             |
| 1978                   | ...Gdziekolwiek jesteś panie prezydencie... |                                     | Andrzej Trzos-Rastawiecki                 |
| 1984                   | Miłość z listy przebojów                    | Kędzior                             | Marek Nowicki                             |
| 1987                   | W klatce                                    | urzędnik                            | Barbara Sass                              |
| 1988                   | Dotknięci                                   | mężczyzna                           | Wiesław Saniewski                         |
| 1991                   | V.I.P.                                      | chan tatarski                       | Juliusz Machulski                         |
| 1992                   | Odjazd                                      | Pustak                              | Magdalena Łazarkiewicz Piotr Łazarkiewicz |
| 1994                   | Ptaszka                                     | żałobnik                            | Krystyna Krupska-Wysocka                  |
| 2009                   | Piksele                                     | dziadek Antoni                      | Jacek Lusiński                            |
| 2012                   | Pokłosie                                    | Malinowski                          | Władysław Pasikowski                      |
| 2014                   | Miasto 44                                   | warszawiak                          | Jan Komasa                                |
| 2014                   | Powstanie Warszawskie                       | głos                                | Jan Komasa                                |
| 2015                   | Basen                                       | starzec                             |                                           |
| 2015                   | Sprawiedliwy                                | staruszek                           | Michał Szczerbic                          |
| 2015                   | Ederly                                      | chłop                               | Piotr Dumała                              |
| 2016                   | Wołyń                                       | Kiełb                               | Wojciech Smarzowski                       |
| 2018                   | Relax                                       | staruszek                           | Agnieszka Elbanowska                      |
| 2018                   | Pitbull. Ostatni pies                       | cieć                                | Władysław Pasikowski                      |
| 2018                   | Kler                                        | ksiądz Stanisław                    | Wojciech Smarzowski                       |
| 2018                   | Arytmia                                     |                                     | Zuzanna Zachara, Maria Ornaf              |
| 2019                   | Kurier                                      | starzec                             | Władysław Pasikowski                      |
| Seriale telewizyjne    |                                             |                                     |                                           |
| 1976                   | Polskie drogi                               | dyspozytor (odc. 6)                 | Janusz Morgenstern                        |
| 1980, 1982, 1996, 1997 | Dom                                         | Spodzieja (odc. 5, 7–10, 13, 17–18) | Jan Łomnicki                              |
| 1989                   | W labiryncie                                | urzędnik USC                        | Paweł Karpiński                           |
| 1989                   | Modrzejewska                                | zakonnik (odc. 5–6)                 | Jan Łomnicki                              |
| 1991                   | Pogranicze w ogniu                          | urzędnik USC                        | Andrzej Konic                             |
| 2001                   | Marzenia do spełnienia                      | sąsiad Bielorza                     | różni                                     |

## Odznaczenia i wyróżnienia
- Złota odznaka „Za zasługi dla województwa warszawskiego” (1966)
- Krzyż Armii Krajowej (1980) (przyznany w Londynie)
- Odznaka Grunwaldzka (1946)[6]
- Medal za Odrę, Nysę, Bałtyk (1946)[6]
- Medal za Warszawę 1939–1945 (1946)[6]
- Medal Wojska (1948)[6]
- Odznaka „Zasłużony Działacz Kultury” (1974)[6]
- Krzyż Partyzancki (1976)[6]
- Krzyż Kawalerski Orderu Odrodzenia Polski (1983)[6]
- Medal 40-lecia Polski Ludowej (1984)[6]
- Krzyż Armii Krajowej (1993)[6]
- Odznaka Pamiątkowa „Akcji Burza” (1994)[6]
- Odznaka Weterana Walk o Niepodległość[6]